# De man van Vught
De man van Vught is een monument ter nagedachtenis aan slachtoffers van de Tweede Wereldoorlog in Heiloo.

## Achtergrond
Beeldhouwer Willem Reijers verbleef in 1947 een half jaar in Parijs. In die tijd maakte hij een ontwerp van een zittende, geboeide man als gedenkteken voor kamp Vught. Aanvankelijk wilde hij een beeld van 8 meter hoog maken, na zijn terugkeer in Nederland maakte hij een gipsmodel van ruim 2 meter hoog. Of het ontwerp werd afgekeurd of dat er andere redenen waren om het niet uit te voeren, is niet bekend. Eind 1947 werd door prinses Juliana bij de fusilladeplaats in Vught een eenvoudig houten kruis onthuld.
Reijers' magere mannenfiguur zit fier rechtop, met een gestileerd hoofd, geïnspireerd door de Cycladische kunst. Zijn biograaf noemt het beeld onorthodox voor die tijd, het "kon vanwege de totaal nieuwe conceptie zowel op grote waardering als op felle kritiek rekenen. De deformatie van het menselijk lichaam werd als gewild en gewaagd ervaren. Ook het hybride karakter van de plastiek -een wezenskenmerk van Reijers' werk- moest het ontgelden. Nog in 1960 kritiseerde Van der Marck de zwakke proporties en het 'hachelijk silhouet' van de plastiek ..." Het gipsmodel werd door Reijers enkele malen tentoongesteld, waarna het in bruikleen werd gegeven aan het Stedelijk Museum Amsterdam (1952-1960) en het Gemeentemuseum Arnhem (1960-1972). Het kwam vervolgens terecht bij het KunstenaarsCentrumBergen (KCB). 
Heiloo
In augustus 1945 was in Heiloo een zuil als gedenkteken geplaatst. Bij een reconstructie van het nabijgelegen kruispunt Dokterslaan/Kennemerstraatweg eind jaren zestig, werd herplaatsing van de zuil niet mogelijk geacht. In 1971 nam het middenstandscomité in Heiloo initiatief voor het plaatsen van een ander gedenkteken en benaderde daarvoor de plaatselijke BKR-commissie. Deze kwam met de suggestie het gipsmodel van Reijers op te knappen, waarna het in  brons werd gegoten bij Binder & Schmidt in Haarlem. De man van Vught werd op 4 mei 1973 onthuld door de lokale afdeling van de Commissie Nationale Herdenking en het bestuur van de Federatieve Raad Voormalig Verzet Nederland. Sindsdien vindt jaarlijks tijdens de Nationale Dodenherdenking bij het monument een kranslegging plaats.

## Beschrijving
Het beeld toont een magere man, zittend op een muurtje. Hij staat symbool voor de gevangenen van Vught. De handen zijn vastgebonden op de rug. De man is naakt op een gestileerd stuk kleding na dat over de rechterschouder hangt. 